# Traité de Várkiza
Le traité de Várkiza, en grec moderne : Συμφωνία της Βάρκιζας / Symfonía tis Várkizas, également connu sous le nom de pacte de Várkiza ou accord de paix de Várkiza, est signé à Várkiza, près d'Athènes, en Grèce, le 12 février 1945, entre le ministre grec des Affaires étrangères et le secrétaire du Parti communiste de Grèce (KKE) pour le Front de libération nationale-Armée populaire de libération nationale grecque (EAM-ELAS), à la suite de la défaite de ce dernier, lors des affrontements du Dekemvrianá. 
L'un des aspects de l'accord, dans son article IX, prévoit la tenue d'un référendum dans l'année afin de résoudre tout problème lié à la Constitution grecque. Ce référendum permettrait d'organiser des élections et donc de créer une assemblée constituante qui rédigerait une nouvelle loi organique. 
Dans un autre volet du traité, les deux signataires conviennent que les Alliés enverraient des superviseurs, afin de vérifier la validité des élections. L'accord promet également que les membres de l'EAM-ELAS seront autorisés à participer à des activités politiques s'ils rendent leurs armes. De plus, toutes les libertés civiles et politiques sont garanties, ainsi que l'engagement du gouvernement grec à créer une armée nationale apolitique.

## Désarmement

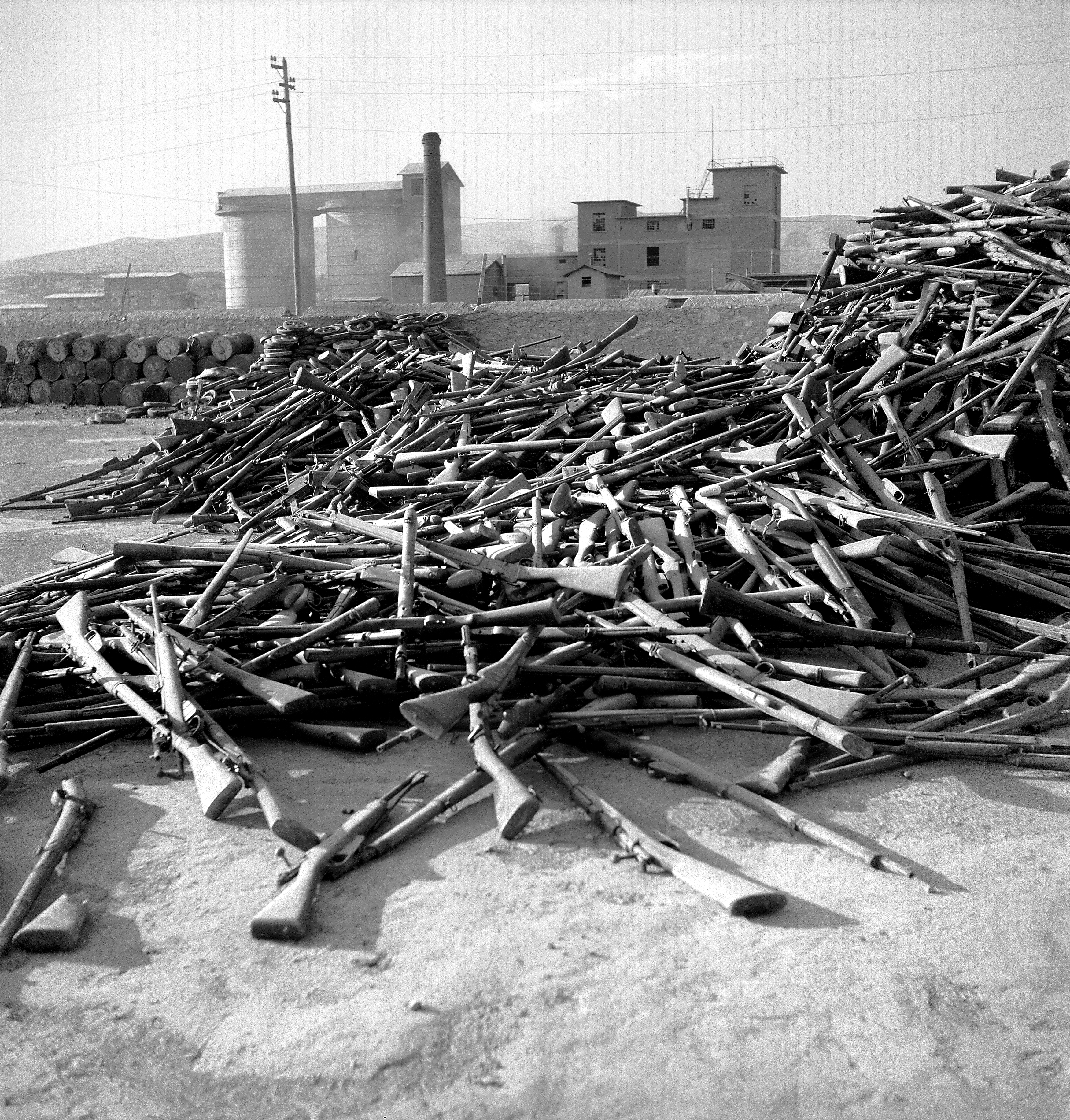
Tas d'armes remises par l'EAM-ELAS.

Le traité précise que l'EAM-ELAS se désarme. Selon les archives, elle remet, dans les jours ou les semaines qui suivent, 100 pièces d'artillerie de divers types, 81 mortiers lourds, 138 mortiers légers, 419 mitrailleuses, 1 412 mitraillettes, 713 fusils automatiques, 48 973 fusils et pistolets, 57 fusils antichars et 17 radios.
Cependant, les chiffres réels sont plus élevés, car certains refusent d'accepter un reçu pour leurs armes. Panagiotis Koumoukelis raconte dans « All That Grief » qu'il a refusé un reçu pour son arme et qu'il a donc été torturé par des membres des bataillons de sécurité, car il ne pouvait pas présenter son reçu.

## Conséquences
Finalement, les promesses inscrites dans le traité de Várkiza ne sont pas tenues. Le principal problème est que le traité n'accorde l'amnistie que pour des raisons politiques, mais que de nombreuses actions des communistes, pendant les événements du Dekemvrianá, sont considérées comme apolitiques. Les événements qui suivent ont entraînent des assassinats généralisés de communistes.
Même si le traité de Várkiza n'est pas appliqué, il s'agit néanmoins d'une tentative diplomatique visant à mettre officiellement fin à la guerre civile. Le Parti communiste de Grèce reste légal pendant la guerre civile grecque, jusqu'au 27 décembre 1947.

## Négociateurs
| Gouvernement grec         |                                             |
| Nom                       | Portefeuille                                |
| Ioánnis Sofianópoulos     | Ministre des Affaires étrangères            |
| Periklis Rallis (el)      | Ministre de l'Intérieur                     |
| Pafsanías Katsótas        | Conseiller militaire du gouvernement grec   |
| Forces de gauche          |                                             |
| Nom                       | Portefeuille                                |
| Georges Siantos           | Secrétaire général du Parti communiste grec |
| Ilias Tsirimokos          | Secrétaire général du Parti socialiste grec |
| Dimítris Partsalídis (el) | Secrétaire du comité central de l'EAM       |
| Stéfanos Saráfis (el)     | Conseiller militaire de l'EAM               |

### Articles
- (en) Stephen G. Xydis, « Greece and the Yalta Declaration », American Slavic and East European Review, vol. 20, no 1,‎ février 1961, p. 6-24. .
- (en) L. S. Stavrianos et E. P. Panagopoulos, « Present-Day Greece », The Journal of Modern History, vol. 20, no 2,‎ juin 1948, p. 149-158. .

### Source de la traduction
- (en) Cet article est partiellement ou en totalité issu de l’article de Wikipédia en anglais intitulé « Treaty of Varkiza » (voir la liste des auteurs).